# Karlsruher Ringe
Die Karlsruher Ringe sind ein für verschüttete Personen entwickeltes Tiefbau-Rettungssystem. Es kommt bei Unfällen mit Schüttgut und bei der Rettung von Personen, welche von leicht rutschenden Medien verschüttet sind, zum Einsatz.

Funktionsprinzip des Systems „Karlsruher Ringe“

Das System besteht aus 5 (oder mehr) ineinandergeschobenen Metallzylindern. Das System wird auf der Schüttgutoberfläche abgesetzt und das Medium innen herausgeschaufelt oder mittels eines Saugbaggers aus dem Inneren entfernt. Die inneren Zylinder rutschen in den entstehenden Hohlraum und verhindern ein Nachrutschen des Schüttguts von der Seite. Das System ist so beschaffen, dass die einzelnen Zylinder sich auch im voll ausgezogenen Zustand überlappen.
Erfunden wurde das System bei der Berufsfeuerwehr Karlsruhe. Heute zählt es zur Standardausrüstung einiger Feuerwehren. Die erste Generation Karlsruher Ringe ist auf dem Abrollbehälter Rüst/Bau der Berufsfeuerwehr Karlsruhe verlastet. Das System kommt heute verbreitet zum Einsatz und ist auch Bestandteil von Lehrgängen.